# Trémilly
Trémilly település Franciaországban, Haute-Marne megyében. Lakosainak száma 83 fő (2022. január 1.). Trémilly Soulaines-Dhuys, Thil, Ceffonds, Nully és Sommevoire községekkel határos.

## Népesség
A település népessége az elmúlt években az alábbi módon változott:
| Lakosok száma | 82   | 83   | 86   | 85   | 85   | 84   | 83   | 83   |
|               | 2013 | 2015 | 2017 | 2018 | 2019 | 2020 | 2021 | 2022 |